# Гейльман, Иосиф Флорианович
Иосиф Флорианович Гейльман (1923—2010) — советский сурдопедагог, основатель и первый руководитель Ленинградского восстановительного центра для лиц с нарушениями слуха (ныне МЦР), переводчик и исследователь русского жестового языка.

## Биография

### Детство и юность
Иосиф Флорианович Гейльман родился в Ленинграде в 1923 году. Слышащий в семье глухих родителей, он увлекался русским жестовым языком с самого детства и пронёс этот интерес через всю свою долгую жизнь. Его родители владели как устной, так и жестовой речью. Они получили образование в дореволюционных учебных заведениях Санкт-Петербурга. Отец окончил художественно-промышленное училище Штиглица, затем работал конструктором на заводе «Электросила». Мать окончила Смольный институт, после ретушировала снимки в фотоателье Карла Буллы. Атмосфера, царившая в семье Иосифа Флориановича Гейльмана, повлияла на его жизненный и профессиональный путь. В родительском доме часто проводились встречи глухих жителей Ленинграда, во время которых он переводил на жестовый язык всем присутствующим то, что передавали по радио. В возрасте 15 лет Иосиф Флорианович Гейльман стал членом Всероссийского общества глухих, через два года он поступил в Ленинградский государственный университет.

### Военные годы
Первый председатель Всероссийского общества глухих Павел Алексеевич Савельев в июне 1941 года пригласил 18-летнего Иосифа Флориановича Гейльмана поработать переводчиком для 300 глухих детей, которые должны были отправиться в экскурсионную поездку по Волге от Москвы до Астрахани. Но начавшаяся Великая Отечественная война прервала путешествие, и экскурсионная группа вместе с Иосифом Флориановичем остановилась в Ярославле. В период с 1941 по 1943 год молодой переводчик занимался обустройством жизни детей. В 1944 году Иосифу Флориановичу Гейльману удалось приехать в родной Ленинград, но живыми родителей он застать не успел — они погибли от голода в годы Блокады. В память о них он начал работать переводчиком жестового языка в системе Всероссийского общества глухих.

### Профессиональный путь
Полученный Иосифом Флориановичем Гейльманом опыт работы переводчиком заставил задуматься о необходимости развития и усовершенствования жестовой речи, поскольку его наблюдения указывали на бедность русского жестового языка у большинства глухих. Так, в середине 50-х годов XX века в Ленинграде по его инициативе была открыта очно-заочная специальная средняя школа рабочей молодежи для людей с нарушениями слуха и речи № 92, где Иосиф Флорианович Гейльман стал заведующим по учебной части. Пост директора заняла Марина Семёновна Анохина, которой Иосиф Флорианович Гейльман показал свой первый труд — «Букварь» для глухих. С этого момента начинается его активная исследовательская деятельность, результатом которой стало подробное изучение особенностей русского жестового языка. Наблюдения Иосифа Флориановича Гейльмана были изложены в его многочисленных исследовательских трудах. Среди них особое место занимают издание в 1956 году методического пособия «Сборник упражнений и текстов для перевода посредством ручной азбуки и речевых жестов глухонемых», в 1957 году книги «Ручная азбука и речевые жесты глухонемых», а в 1970-х годах — 4-томного словаря «Специфические средства общения глухих».
Большое место в профессиональном пути Иосифа Флориановича Гейльмана занимала педагогическая деятельность. Им были разработаны «Учебный план и программа курсов подготовки переводчиков», целевой аудиторией которой являлись люди, изучающие жестовый язык с нуля. В период с 1961 по 1968 год авторские курсы Иосифа Флориановчиа Гейльмана прошли около 200 участников, которые были направлены областными организациями Всероссийского общества глухих для работы переводчиками.
Важным событием в жизни Иосифа Флориановича Гейльмана стало открытие в 1965 году уникального для СССР учебного заведения — Политехникума ЛВЦ ВОГ (Ленинградский Восстановительный центр Всероссийского Общества глухих). Это место стало культурным и образовательным центром, в котором обучались талантливые ребята со всего Советского Союза. Его основной задачей была реабилитация людей с нарушениями слуха и речи в социальной и профессиональной деятельности. Молодые люди в политехникуме получали хорошее образование и становились художниками-оформителями широкого профиля, бухгалтерами, организаторами культурно-просветительной работы, сурдопереводчиками, юристами, радиомонтажниками, переплётчиками. Политехникум Ленинградского Восстановительного центра разместился здании по адресу ул. Берёзовая, 20 (г. Павловск), построенного на средства Всероссийского общества слепых. Во главе нового образовательного учреждения стал Иосиф Флорианович Гейльман и руководил им в течение последующих 20 лет. Именно под его чутким надзором были открыты такие дополнительные отделения, как культурно — просветительская деятельность, адаптивно — физическая культура и отделение сурдопереводчиков. Директор Межрегионального центра реабилитации Лидия Герасимовна Синицина отмечала вклад Гейльмана:
«Иосиф Флорианович создал Центр и оставил потомкам. Его каждый день тянуло к Центру, он всегда был окружён молодыми поколениями».
Деятельность Иосифа Флориановича Гейльмана не ограничивалась внутригосударственными инициативами. Он занимал должность заместителя председателя Международной федерации глухих (МФГ), а также был одним из членов Международной комиссии по сбору и редакции международного словаря «Жестуно».
Иосиф Флорианович Гейльман умер в июне 2010 года. 14 июня в морге Пушкинской городской больницы имени Н. А. Семашко состоялось прощание с педагогом и переводчиком. Похоронен на Серафимовском кладбище Санкт-Петербурга.

## Память
6 апреля 2017 года в Межрегиональном центре реабилитации лиц с нарушением слуха была открыта мемориальная доска Иосифу Флориановичу Гейльману. На открытии мемориальной доски присутствовал директор МЦР Бабков Владимир Иванович, а также преподаватели, студенты, члены Всероссийского общества глухих, пресса.

## Публикации
- Гейльман И. Ф. Специфические средства общения глухих: дактилология и мимика: учеб. пособие: [в 5 ч.] / И. Ф. Гейльман // Политехникум Ленингр. восстановит. центра ВОГ. — Л.: ЛВЦ ВОГ, 1975. — 166 с.
- Гейльман И. Ф. Сборник упражнений и текстов для перевода дактилологией и мимикой: учеб. пособие [2-е изд. испр. и доп.] / И. Ф. Гейльман // Политехникум Ленингр. восстановит. центра ВОГ. — Л.: ЛВЦ ВОГ, 1975. — 114 с.
- Гейльман И. Ф. Ручная азбука и речевые жесты глухонемых / И. Ф. Гейльман. — М.: КОИЗ, 1957. — 596 с.
- Гейльман И. Ф. Изучаем жестуно: учеб. пособие / И. Ф. Гейльман // Политехникум Ленингр. восстановит. центра ВОГ. — Л.: ЛВЦ ВОГ, 1982. — 93 с.
- Учебно-воспитательная работа с неслышащими учащимися в процессе профессиональной подготовки. Сборник статей. / [Под ред. И. Ф. Гейльмана, Л. Г. Синициной]. — Л., 1974. — 65 с.
- Гейльман И. Ф. Ваш друг — жестика: словарь, упражнения, разговорник / И. Ф. Гейльман. — СПб.: ЛИО «Редактор», 2002. — 176 с.
- Гейльман И. Ф. Дактилология: учебное пособие / И. Ф. Гейльман. — Ленинградский восстановительный центр ВОГ. — Л.: Ленинградский восстановительный центр ВОГ, 1981. — 86 с.
- Гейльман И. Ф. Словарь жестового языка: [в 2 томах] / И. Ф. Гейльман. — 2-е изд. перераб. и доп. — 2004. — 363 с.